# José Carabalí
José Joel Carabalí Prado (Esmeraldas, 19 de mayo de 1997) es un futbolista ecuatoriano. Juega de centrocampista y su equipo actual es Universitario de Deportes de la Primera División del Perú.

## Trayectoria

### Inicios
Realizó las categorías formativas en el Everest de Guayaquil, donde logró debutar en el fútbol profesional en 2015, además de disputar el torneo de la Segunda Categoría de Ecuador.
Después pasó al Unibolívar y luego al Puerto Quito, que luego pasaría a llamarse Atlético Santo Domingo, con el cual consiguió ascender a la Serie B de Ecuador, tras quedar campeón del torneo de Segunda Categoría.

### Universidad Católica
En 2020 fue contratado por la Universidad Católica, tras el mando del entrenador colombiano Santiago Escobar logra debutar en Serie A. Anotó su primer en aquel torneo ante Guayaquil City por la fecha 10 en la victoria de su equipo 3-1 en condición de visitante. El 4 de octubre por la fecha 15 le anotó a Emelec en la victoria 4-1. También logró participar en la Copa Sudamericana 2020, en la cual su equipo fue eliminado en la primera fase ante Lanús de Argentina.Debido a su buen rendimiento en el torneo local es convocado por su selección nacional. En el 2021 tuvo la oportunidad de ir a Barcelona, sin embargo, Católica rechazó la oferta.
Para el 2022 tras la llega del argentino Miguel Rondelli, logra realizar una de las mejores campañas de la historia del club. 
El 23 de octubre mientras disputaba un encuentro ante el Deportivo Cuenca por la segunda fecha del Campeonato Ecuatoriano, sufrió un choque con el jugador Brian Cucco, y tuvo que tuvo que ser operado por una perforación del intestino delgado.
Después de haber perdido continuidad con Católica, rescindió su contrato. A pesar de tener una oferta importante por Emelec, decidió marcharse a Orense debido a la continuidad que recibiría. Con Orense S. C. logra realizar un gran semestre.
A inicios del 2024 es contratado por Always Ready de Bolivia para afrontar el torneo boliviano y la Copa Libertadores 2024.
A mediados del 2024 fichó por Nagoya Grampus de Japón, donde ganó la Copa Nacional de Japón.

### Universitario de Deportes
El 2 de febrero de 2025 fue anunciado por Universitario de Deportes de la Primera División del Perú en condición de agente libre.

## Selección nacional

### Absoluta
Ha sido convocado a la selección ecuatoriana para disputar tanto partidos amistosos como encuentros oficiales.
El 3 de octubre de 2020 fue incluido por el entrenador Gustavo Alfaro en la lista de los 30 jugadores, para los enfrentamientos de las dos primeras fechas de las eliminatorias rumbo al mundial de Catar 2022 ante Argentina y Uruguay. Aunque no logró debutar en ninguno de ellos.

### Participaciones en eliminatorias
| Eliminatorias      | Sede            | Resultado   | Partidos | Goles |
| ------------------ | --------------- | ----------- | -------- | ----- |
| Eliminatorias 2022 | América del Sur | Clasificado | 1        | 0     |

### Partidos internacionales
Actualizado al último partido disputado el 4 de diciembre de 2021.
| \| N.° \| Fecha \| Ciudad \| Rival \| Resultado \| Resultado \| Competencia \| \| --- \| ---------------------- \| --------- \| ----------- \| --------- \| --------- \| ----------------------------------- \| \| 1. \| 29 de marzo de 2021 \| Quito \| Bolivia \| 2-1 \| Victoria \| Amistoso \| \| 2. \| 8 de junio de 2021 \| Quito \| Perú \| 1-2 \| Derrota \| Eliminatorias al Mundial Catar 2022 \| \| 3. \| 27 de octubre de 2021 \| Charlotte \| México \| 3-2 \| Victoria \| Amistoso \| \| 4. \| 4 de diciembre de 2021 \| Houston \| El Salvador \| 1-1 \| Empate \| Amistoso \| |                        |           |             |           |           |                                     |
| N.° | Fecha                  | Ciudad    | Rival       | Resultado | Resultado | Competencia                         |
| 1. | 29 de marzo de 2021    | Quito     | Bolivia     | 2-1       | Victoria  | Amistoso                            |
| 2. | 8 de junio de 2021     | Quito     | Perú        | 1-2       | Derrota   | Eliminatorias al Mundial Catar 2022 |
| 3. | 27 de octubre de 2021  | Charlotte | México      | 3-2       | Victoria  | Amistoso                            |
| 4. | 4 de diciembre de 2021 | Houston   | El Salvador | 1-1       | Empate    | Amistoso                            |

## Estadísticas

### Clubes
Actualizado al último partido disputado el 17 de agosto de 2025.
| Club                             | Div.          | Temporada     | Liga  | Liga  | Copas nacionales | Copas nacionales | Copas internacionales | Copas internacionales | Total | Total |
| Club                             | Div.          | Temporada     | Part. | Goles | Part.            | Goles            | Part.                 | Goles                 | Part. | Goles |
| -------------------------------- | ------------- | ------------- | ----- | ----- | ---------------- | ---------------- | --------------------- | --------------------- | ----- | ----- |
| Everest · Ecuador                | 3.ª           | 2015          | 6     | 0     | —                | —                | —                     | —                     | 6     | 0     |
| Everest · Ecuador                | Total club    | Total club    | 6     | 0     | 0                | 0                | 0                     | 0                     | 6     | 0     |
| Unibolívar · Ecuador             | 3.ª           | 2016          | 6     | 0     | —                | —                | —                     | —                     | 6     | 0     |
| Unibolívar · Ecuador             | Total club    | Total club    | 6     | 0     | 0                | 0                | 0                     | 0                     | 6     | 0     |
| Puerto Quito · Ecuador           | 3.ª           | 2017          | 36    | 8     | —                | —                | —                     | —                     | 36    | 8     |
| Puerto Quito · Ecuador           | 2.ª           | 2018          | 36    | 6     | —                | —                | —                     | —                     | 36    | 6     |
| Puerto Quito · Ecuador           | Total club    | Total club    | 72    | 14    | 0                | 0                | 0                     | 0                     | 72    | 14    |
| Atlético Santo Domingo · Ecuador | 2.ª           | 2019          | 24    | 0     | 2                | 0                | —                     | —                     | 26    | 0     |
| Atlético Santo Domingo · Ecuador | Total club    | Total club    | 24    | 0     | 2                | 0                | 0                     | 0                     | 26    | 0     |
| Universidad Católica · Ecuador   | 1.ª           | 2020          | 19    | 2     | —                | —                | 1                     | 0                     | 20    | 2     |
| Universidad Católica · Ecuador   | 1.ª           | 2021          | 21    | 2     | —                | —                | 4                     | 0                     | 25    | 2     |
| Universidad Católica · Ecuador   | 1.ª           | 2022          | 16    | 0     | 0                | 0                | 5                     | 0                     | 21    | 0     |
| Universidad Católica · Ecuador   | 1.ª           | 2023          | 8     | 0     | 0                | 0                | 2                     | 0                     | 10    | 0     |
| Universidad Católica · Ecuador   | Total club    | Total club    | 64    | 4     | 0                | 0                | 12                    | 0                     | 76    | 4     |
| Orense S. C. · Ecuador           | 1.ª           | 2023          | 15    | 1     | 0                | 0                | —                     | —                     | 15    | 1     |
| Orense S. C. · Ecuador           | Total club    | Total club    | 15    | 1     | 0                | 0                | 0                     | 0                     | 15    | 1     |
| Always Ready · Bolivia           | 1.ª           | 2024          | 13    | 0     | —                | —                | 12                    | 1                     | 25    | 1     |
| Always Ready · Bolivia           | Total club    | Total club    | 13    | 0     | 0                | 0                | 12                    | 1                     | 25    | 1     |
| Nagoya Grampus Japón             | 1.ª           | 2024          | 0     | 0     | 1                | 0                | —                     | —                     | 1     | 0     |
| Nagoya Grampus Japón             | Total club    | Total club    | 0     | 0     | 1                | 0                | 0                     | 0                     | 1     | 0     |
| Universitario de Deportes · Perú | 1.ª           | 2025          | 21    | 0     | 0                | 0                | 7                     | 1                     | 28    | 1     |
| Universitario de Deportes · Perú | Total club    | Total club    | 21    | 0     | 0                | 0                | 7                     | 1                     | 28    | 1     |
| Total carrera                    | Total carrera | Total carrera | 221   | 19    | 3                | 0                | 31                    | 2                     | 255   | 21    |
| 1. 2.                            |               |               |       |       |                  |                  |                       |                       |       |       |

## Palmarés

### Campeonatos nacionales
| Título                       | Club         | Año  |
| ---------------------------- | ------------ | ---- |
| Segunda Categoría de Ecuador | Puerto Quito | 2017 |